# Salzburgerland Tourismus
Die SalzburgerLand Tourismus GmbH (SLTG) ist eine Tourismusmarketing-Organisation im österreichischen Bundesland Salzburg. Ihr Sitz befindet sich in Hallwang bei Salzburg. Die Organisation entstand im Zuge einer umfassenden Neuordnung des Salzburger Fremdenverkehrs in den Jahren 1985/86. Zu den wesentlichen Aufgaben der Gesellschaft zählt die Bewerbung des Urlaubslandes Salzburg und die Weiterentwicklung der touristischen Angebote.

## Geschichte

### Grundlage der Gründung: Das Fremdenverkehrsgesetz aus dem Jahr 1985
Bis Mitte der 1980er Jahre waren die Fremdenverkehrsbelange in einer Abteilung der Salzburger Landesregierung angesiedelt. In den Salzburger Gemeinden gab es darüber hinaus ehrenamtliche Verkehrsvereine und regionale Gebietsverbände. In dieser Struktur fehlten den örtlichen Basisorganisationen die finanziellen Mittel, um am wachsenden touristischen Markt zu werben. Im Jahr 1984 wurde der zuständige Landesrat Arno Gasteiger deshalb mit einer Reform der Salzburger Fremdenverkehrsorganisation beauftragt. Vorstöße in diese Richtung gab es allerdings bereits in den Jahren davor.
Der Gesetzesentwurf sah die Gründung von örtlichen Fremdenverkehrsverbänden vor, denen alle Unternehmer einer Gemeinde als Mitglieder angehören sollten. Sie sollten Pflichtbeiträge entrichten, die nach Umsatz und wirtschaftlicher Bedeutung des Tourismus für die jeweilige Branche gestaffelt waren. Auf Landesebene sollte die Marketingorganisation in eine handelsrechtliche Gesellschaft überführt werden, an denen die Fremdenverkehrsverbände als Gesellschafter beteiligt werden sollten.
Um den Widerstand gegen die Pflichtbeiträge in den Gemeinden zu überwinden, sah der Gesetzesentwurf Abstimmungen unter den betroffenen Unternehmen vor. Nach dem Gesetzesbeschluss im Herbst 1985 wurde in den Salzburger Gemeinden über die Gründung von Fremdenverkehrsverbänden abgestimmt. In 106 von insgesamt 119 Gemeinden wurde der Vorschlag angenommen und es wurden in weiterer Folge Fremdenverkehrsverbände gegründet. In den restlichen Gemeinden sowie in der Landeshauptstadt Salzburg wurde vorerst kein Tourismusverband gegründet.

### Die Gründung der SalzburgerLand Tourismus GmbH
Nach Gründung der Fremdenverkehrsverbände in den Orten wurde am 14. November 1986 im Festsaal der Salzburger Handelskammer die SalzburgerLand Tourismus Gesellschaft (SLTG) gegründet. Das Land Salzburg verpflichtete sich, das Marketingbudget des bisherigen Landesverkehrsamtes der neu gegründeten Gesellschaft zur Verfügung zu stellen. Die operative Tätigkeit wurde am 1. Jänner 1987 aufgenommen. Zum ersten Geschäftsführer der SLTG wurde der Reisebürokaufmann Martin Uitz bestellt, zum stellvertretenden Geschäftsführer und Prokuristen der langjährige Mitarbeiter des Landesverkehrsamtes Peter Weixelbaumer.

## Organisation
Die SLTG war die erste Landestourismusorganisation Österreichs, die in eine handelsrechtliche Gesellschaft überführt wurde. Gesellschafter dieser handelsrechtlichen Gesellschaft sind die Tourismusverbände des Landes Salzburg mit 51 Prozent Anteilen. Weitere Anteile hält das Land Salzburg mit 40 Prozent sowie je 3 Prozent die Wirtschaftskammer, Landwirtschaftskammer und Arbeiterkammer. Geschäftsführer der SLTG ist seit 2002 Leo Bauernberger. Im Geschäftsjahr 2015 wies die Gesellschaft laut Lagebericht einen Gesamtumsatz von 16,466 Mio. Euro aus. An Subventionen wurden der Gesellschaft im selben Zeitraum 8,969 Mio. Euro ausbezahlt.

### Beteiligungen
An der SalzburgerLand Tourismus GmbH sind folgende Organisationen beteiligt:
- 48 % Örtliche Tourismusverbände
- 41 % Land Salzburg
- je 3 % Arbeiter-, Wirtschafts- und Landwirtschaftskammer
- 2 % Stadt Salzburg

### Geschäftsführer
- Martin Uitz (1986–2001)
- Leo Bauernberger (seit 2002)

### Strategisches Marketing
Im Strategieplan Tourismus des Landes Salzburg waren und sind strategische Handlungsfelder zur touristischen Entwicklung auf Landesebene definiert. Darunter sind Handlungsfelder, die eine gezielte und gebündelte strategische Vorgehensweise in der Produktentwicklung und Vermarktung auf ausgewählten Märkten erfordern. Hier ist die Landestourismusorganisation gefordert, auf Basis eines darauf aufbauenden Marketingkonzepts die strategischen Grundlagen und die Führung für die landesweite Koordination des Marktauftritts entlang der definierten strategischen Leitlinien vorzugeben.

### Die Marke SalzburgerLand
Bereits Anfang der 1970er Jahre fiel die Entscheidung, das Bundesland im deutschsprachigen Marktbereich nicht mehr „Salzburg“, sondern „SalzburgerLand“ zu nennen. Auf diese Weise wollte man den Bekanntheitsgrad des Namens nutzen und gleichzeitig Inhalte wie „Berge“, „Seen“ und „Wintersport“ kommunizieren. In den 1980er und 1990er Jahren warb das Land Salzburg mit dem Slogan „Ein kleines Paradies“, der auf ein Zitat des Schriftstellers Carl Zuckmayer zurückgeht. Von 2006 bis 2015 lautete der Slogan „Salzburg – Feel the Inspiration“. Im Jahr 2016 wurde eine neue Wort-Bild-Marke vorgestellt. Diese wurde vom Salzburger Künstler Johann Weyringer gestaltet.

## Auszeichnungen

### Staatspreis Österreich
Im April 2019 gewann die SLTG den österreichischen Staatspreis für Digitalisierung im Bereich Künstliche Intelligenz für die Entwicklung eines touristischen Knowledge Graphen.
Im Juni 2019 erhielt die SLTG den österreichischen Marketing Staatspreis für das Projekt „200 Jahre Stille Nacht! Heilige Nacht!“.

### German Brand Award
Den German Brand Award in der Kategorie Brand Strategy & Communication gewann die SLTG im Juni 2019 für strategisches Influencer-Marketing.